# Paweł (egzarcha)
Paweł – egzarcha Rawenny w latach 723–727.
Jest identyfikowany przez niektórych historyków z pierwszym legendarnym dożą Wenecji Paoluccio Anafesto. Król Longobardów Liutprand uderzył na terytoria egzarchatu w Emili. W 727 przeszedł Pad i zdobył Bolonię, Osimo, Rimini i Anconę razem z innymi miastami Emili i Pentapolis. Zdobył Classis, port morski Rawenny, lecz nie zdołał zająć samej Rawenny. Paweł wkrótce zginął podczas buntu skierowanego przeciwko ikonoklazmowi.